# 20.000 Meilen unter dem Meer (1997)
20.000 Meilen unter dem Meer (Originaltitel 20,000 Leagues Under the Sea) ist ein US-amerikanisch-australischer zweiteiliger Abenteuerfernsehfilm aus dem Jahr 1997 von Rod Hardy. In den Hauptrollen sind Michael Caine, Patrick Dempsey, Mia Sara
und Bryan Brown zu sehen.

## Handlung
England, 1886: Der Meeresbiologe Pierre Arronax, dessen Vater bei der United States Navy tätig war, erhält den Auftrag, ein Seeungeheuer aufzuspüren, das bereits länger die Fischerhäfen terrorisiert und Schiffe versenkt. Mit an Bord der USS Abraham Lincoln sind sein Vertrauter Cabe Attucks und der erfahrene Harpunier Ned Land. Schon nach kurzer Zeit kollidieren sie mit etwas im Wasser. Durch den Zusammenprall fallen Pierre Aronnax, Ned Land und Cabe Attucks von Bord ins Wasser. Das U-Boot Nautilus, unter dem Kommando von Kapitän Nemo, schafft es aber, die drei Männer zu bergen und an Bord zu nehmen. Sie leben fortan mit der Mannschaft auf dem U-Boot. Hier lernen sie auch Nemos Tochter Mara kennen.
Unter der Führung von Kapitän Nemo wurde im Atlantik südlich von Westafrika eine Unterwasserstadt errichtet. Um Erdbebenrisiken zu vermeiden, will er durch das Auslösen von großen Mengen Unterwassersprengstoffen alle geotektonischen Spannungen der Erde lösen. Dadurch sollen Erdbeben in nächster Zeit verhindert und unter der gigantischen Kuppel ein friedliches Leben möglich sein. Imei, eine junge Frau, die nach Perlen taucht, löst versehentlich eine der Explosionen aus. Da sich aber Nemo mit der Nautilus zufällig vor Ort befindet, wird ihr Leben gerettet.
Die USS Abraham Lincoln wird wieder flott gemacht und begibt sich auf die Suche nach der Nautilus. Mit an Bord ist auch Thierry Arronax, Pierre Arronax’ Vater.
Als die Nautilus die Unterwasserstadt erreicht, begeben sich Nemo, Pierre Arronax, Mara, Cabe Attucks und Imei in einer Tauchglocke in die Stadt. Ned Land, der an Bord zurückgelassen wurde, sabotiert das U-Boot – seinen eigenen Tod in Kauf nehmend – und zwingt so die an Bord verbliebene Crew zum Auftauchen. Dort wird es von der USS Abraham Lincoln entdeckt und beschossen. Als die Besatzung des U-Boots an Deck kommt, um sich zu ergeben, eröffnet man vom Kriegsschiff aus das Feuer und tötet die Männer.
Während Nemo und Pierre Aronnax mit ihrer Tauchglocke unerkannt wieder an die Nautilus andocken, taucht Mara in einer weiteren Tauchglocke neben der USS Abraham Lincoln auf und wird an Bord geholt. Nemo schafft es, die Torpedos der Nautilus, die zuvor versagt hatten, wieder einsatzbereit zu bekommen und feuert diese auf die USS Abraham Lincoln ab, die daraufhin vollständig zerstört wird. Zuvor war Thierry Arronax auf einem Boot der USS Abraham Lincoln zur Nautilus gefahren. Als er dort auf seinen Sohn und Nemo trifft, erschießt er Nemo und verletzt auch seinen Sohn. Allerdings kann Nemo vor seinem Tod einen Schalter aktivieren, der die Nautilus explodieren lässt.
Pierre Aronnax überlebt die Explosion und wird von Cabe Attucks und Imei in einer weiteren Tauchglocke gerettet. Sein Bericht über diese Ereignisse findet seinen Weg zu Jules Verne, der ihn als Grundlage für seinen Roman 20.000 Meilen unter dem Meer verwendet.

## Hintergrund
Der Fernsehfilm basiert grob auf dem Roman Zwanzigtausend Meilen unter dem Meer von Jules Verne. Der Großteil der Aufnahmen wurden in den Village Roadshow Studios Oxenford realisiert. Weitere Drehorte waren am Point Cook bei Melbourne und in den Movieworld Studios.
Der Film feierte am 11. Mai 1997 seine Premiere in den USA. In Deutschland erschien er erstmals am 29. Dezember 1999 und wird seitdem im Fernsehen wiederholt.

## Rezeption
„Aufwendige (Fernseh-)Verfilmung des Romans von Jules Verne, getragen von einem guten Hauptdarsteller. Dies kann aber nicht über die Ideenarmut der Autoren hinwegtäuschen.“

DVD Verdict prangert an, dass die Mini-Serie „unvollständig rüberkommt“. Allerdings lobt das Blatt die schauspielerische Leistung von Michael Caine als Kapitän Nemo. David Cornelius von DVD Talk nannte die Adaption „furchtbar langweilig“ und missbilligte die Arbeit von Regisseur Hardy und Drehbuchautor Nelson.
In der Internet Movie Database hat der Film bei über 1.500 Stimmabgaben eine Bewertung von 5,7 von 10,0 möglichen Sternen.